# Хан, Рахимуддин
Рахимуддин Хан (англ. Rahimuddin Khan; 21 июля 1926, Каимгандж, Британская Индия — 22 августа 2022, Лахор) — государственный и политический деятель Пакистана. Отставной четырёхзвёздный генерал сухопутных войск, который занимал должность председателя Объединённого комитета начальников штабов с 1984 по 1987 год. С 1978 по 1984 год занимал должность губернатора Белуджистана. Также являлся губернатором Синда в 1988 году.
Родился в Каймгандже, Британская Индия. При разделе территории Британской Индии уехал в Доминион Пакистан, поступив в Пакистанскую военную академию. Участвовал в подавлении беспорядков в Лахоре в 1953 году, а затем командовал 111-й пехотной бригадой в Равалпинди и II корпусом в Мултане. Как председатель Объединённого комитета начальников штабов, он отверг будущий военный план Каргильской войны.
Дольше всех в истории занимал должность губернатора Белуджистана, он объявил всеобщую амнистию и прекратил военные операции в провинции. Во время его пребывания в должности в провинции Белуджистан началось бурное экономическое развитие, включая открытие газовых месторождений Суи в Кветте, строительство ядерных испытательных полигонов в Чагае и прекращение мятежа белуджей, но вызывает разные точки зрения из-за атаки на афганских моджахедов, осевших в провинции во время советской войны в Афганистане.

## Биография
Рахимуддин Хан родился в Каймгандже, Соединённые провинции Британской Индии, в пуштунской семье, говорящей на урду, которая вела свою родословную из Тираха. Он был племянником президента Индии Закира Хусейна и зятем его брата, активиста Пакистанского движения Махмуда Хусейна.
Учился в университете Джамия-Миллия-Исламия в Дели, основанном Закиром Хусейном. Уехал в Пакистан после обретения им независимости в 1947 году, поступив курсантом в Пакистанскую военную академию.
В звании капитана принимал участие в ведении военного положения в Лахоре во время беспорядков в 1953 году. Учился в Командно-штабном колледже армии США в Форте Ливенворте, штат Канзас, и в Кветтаском командно-штабном колледже в Кветте в 1965 году, а в 1969 году был назначен администратором по вопросам военного положения в Хайдарабаде. В 1970 году служил в должности командира 111-й пехотной бригады в Равалпинди. Затем работал главным инструктором военного колледжа вооружённых сил в Национальном оборонном университете в Равалпинди до 1975 года. Премьер-министр Пакистана Зульфикар Али Бхутто сделал ему предложение возглавить новую Пакистанскую атомную энергетическую комиссию и Проект-706, но получил отказ. В звании генерал-лейтенанта стал командующим II корпусом в Мултане в 1976 году. В 1984 году генерал Мухаммед Зия-уль-Хак назначил Рахимуддина Хана председателем Объединённого комитета начальников штабов. В 1987 году ушёл в отставку с этой должности.
В должности председателя Объединённого комитета начальников комитета Рахимуддина Хана попросили дать оценку военного плана наступления на город Каргил в Кашмире в 1986 году. План был разработан командующим I корпуса. Рахимуддин Хан и главный маршал авиации Джамал Хан отвергли этот план несостоятельный, сославшись на суровые условия, стратегию и одновременный конфликт с Советским Союзом в Афганистане. Позже план был одобрен генералом Первезом Мушаррафом, что привело к войне в Каргиле в 1998 году.

## Губернатор Белуджистана
Военная операция против сепаратистов была начата в Белуджистане премьер-министром Зульфикаром Али Бхутто во главе с главнокомандующим Тиккой Ханом в 1973 году, в результате чего погибли тысячи человек. Рахимуддин Хан был назначен губернатором Белуджистана 16 сентября 1978 года и объявил о прекращении военной операции, а также о всеобщей амнистии для повстанцев, желающих сдать оружие. Вывод армии был завершён к 1979 году. Сепаратистское движение белуджей прекратило свою деятельность. Foreign Policy Centre сделал заявление, что «племенные сардары провинции впервые были выведены из поля зрения политики». Он был известен своей безупречной репутацией во время правления коррумпированных лидеров государства.
При Рахимуддине Хане было открыто газовое месторождение Суи и впервые начал поставляться газ непосредственно в Кветту и другие белуджистанские города. Расширение электроснабжения от Кветты до Лоралая преобразовало обширные территории с грунтовыми водами в плодородные. Также укрепил спорную интеграцию Гвадара в Белуджистан, создав округ в 1977 году. Несмотря на сопротивление министра финансов Гулама Исхака Хана, Рахимуддин Хан активно продвигал развитие крупномасштабного производства и инвестиции в инфраструктуру, что привело к росту ВВП провинции до самого высокого уровня в истории Белуджистана. Уровень грамотности в провинции был самый низкий в стране, но Рахимуддин Хан занялся направлением дополнительных ресурсов на образование, создал программы поощрения девочек-школьниц и построил несколько школ для девочек в округе Дера-Бугти. Также курировал строительство ядерных полигонов в Чагае, где в 1998 году состоялось ядерное испытание.
Во время Советско-афганской войны президент Пакистана Мухаммед Зия-уль-Хак организовал помощь антикоммунистическим афганским моджахедам. Миллионы афганских беженцев, считающихся самой большой группой беженцев в мире перешли границу в Белуджистан и Хайбер-Пахтунхву. Во время правления Мухаммеда Зии-уль-Хака и губернатора Хайбер-Пахтунхвы Фазла Хака в провинцию вместе с моджахедами беспрепятственно проникали героин и оружие. Однако, губернатор Белуджистана Рахимуддин Хан провёл облаву на афганских моджахедов в их лагерях под колючей проволокой и конфисковал их оружие. Несколько моджахедов якобы были принудительно доставлены обратно в Афганистан, что подверглось критике со стороны пакистанских правозащитных агентств. Он также ограничивал пребывание беженцев гражданскими лагерями во время войны. Политика пакистанской власти в Белуджистане стала крайне непопулярной в глазах афганцев, но наркотиков и оружия в провинции практически не осталось, и они стали широко распространяться в Хайбер-Пахтунхве.
В марте 1981 года террористическая организация «Аль-Зульфикар» во главе с Муртазой Бхутто захватила самолёт Pakistan International Airlines, следовавший из Карачи в Кабул. Похитители пригрозили убить заложников, если власти не освободят конкретных политзаключённых. После отказа властей член «Аль-Зульфикара» застрелил капитана Тарика Рахима, которого ошибочно посчитали сыном генерала Рахимуддина Хана. Решение убить Тарика Рахима было принято после того, как Муртаза Бхутто проконсультировался с Мохаммадом Наджибуллой. Тарик Рахим на самом деле был бывшим адъютантом Зульфикара Али Бхутто.

## Губернатор Синда и выход на пенсию
Мухаммед Зия-уль-Хак отправил в отставку правительство в мае 1988 года. Рахимуддин Хан был назначен губернатором Синда во время чрезвычайного положения в стране. Заявив о наличии коррупции в провинции, Рахимуддин Хан уволил большое количество полицейских и государственных служащих. Он также начал преследование земельной мафии, одну из самых крупных преступных групп в Карачи, которую критиковали как Пакистанская народная партия, так и сторонники Мухаммеда Зия-уль-Хака за жестокую тактику. Преследование членов преступной группировки было остановлено правительством сразу после отставки Рахимуддина Хана. Он также перешёл к созданию отдельных полицейских сил для города и сельской местности, но и эта инициатива была отменена после его отставки из-за опасений осложнить отношения с синдхи-мухаджирами. Специальные офицеры полиции были обучены справляться с этническими беспорядками, а речная и лесная полиция была создана для борьбы с бандитизмом. Гулам Исхак Хан стал исполняющим обязанности президента после гибели Мухаммеда Зии-уль-Хака в авиакатастрофе 17 августа 1988 года и восстановил должность главного министра Синда. Рахимуддин Хан ушёл в отставку в ответ на попытку ограничить его губернаторские полномочия.
После выхода в отставку поддержал назначение Асифа Наваза на должность начальником штаба сухопутных войск Пакистана.
Умер 22 августа 2022 года.